# Cinetorhynchus
Genre
Synonymes
- Rhynchocinetes (Cinetorhynchus) Holthuis, 1995[2]

Cinetorhynchus est un genre de crevette de la famille des Rhynchocinetidae.

## Liste des espèces
Selon World Register of Marine Species (6 janvier 2015) :
- Cinetorhynchus brucei Okuno, 2009
- Cinetorhynchus concolor (Okuno, 1994)
- Cinetorhynchus erythrostictus Okuno, 1997
- Cinetorhynchus fasciatus Okuno & Tachikawa, 1997
- Cinetorhynchus hawaiiensis Okuno & Hoover, 1998
- Cinetorhynchus hendersoni (Kemp, 1925)
- Cinetorhynchus hiatti (Holthuis & Hayashi, 1967)
- Cinetorhynchus manningi Okuno, 1996
- Cinetorhynchus reticulatus Okuno, 1997
- Cinetorhynchus rigens (Gordon, 1936) -- espèce type
- Cinetorhynchus striatus (Nomura & Hayashi, 1992)

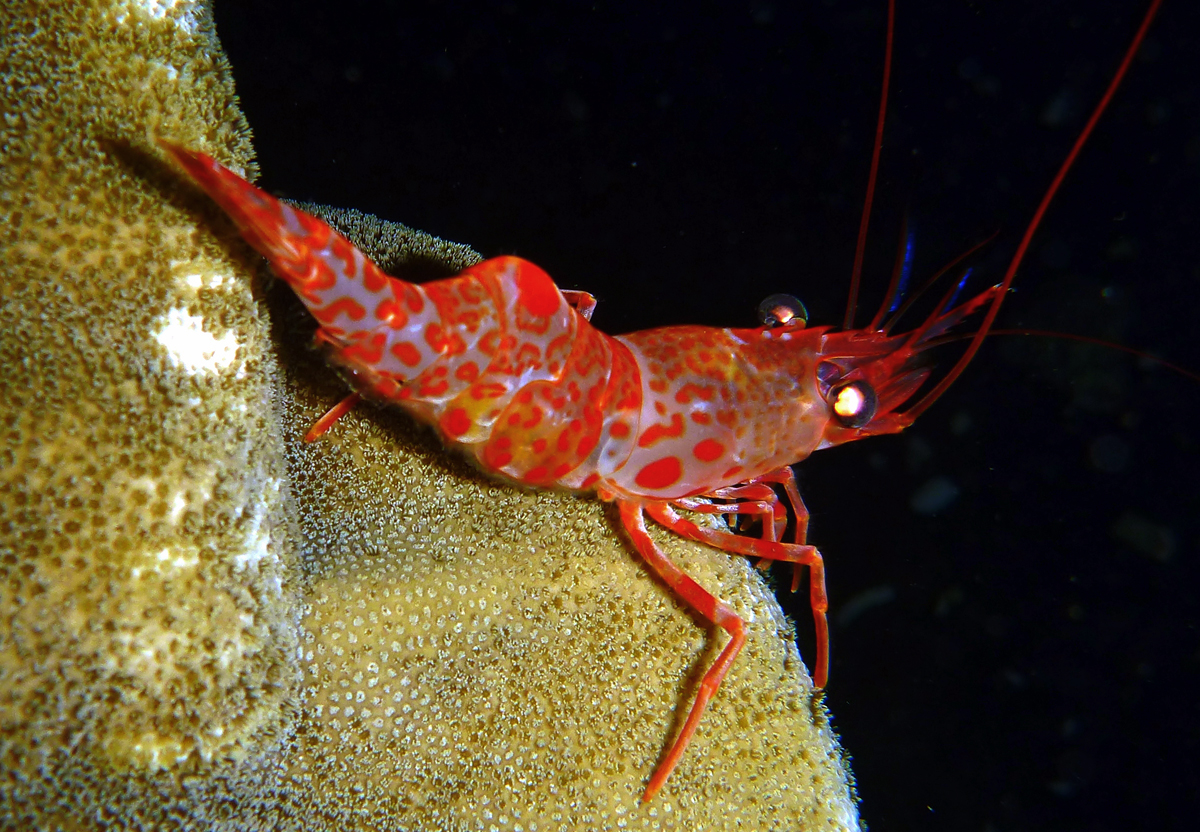
Cinetorhynchus erythrostictus
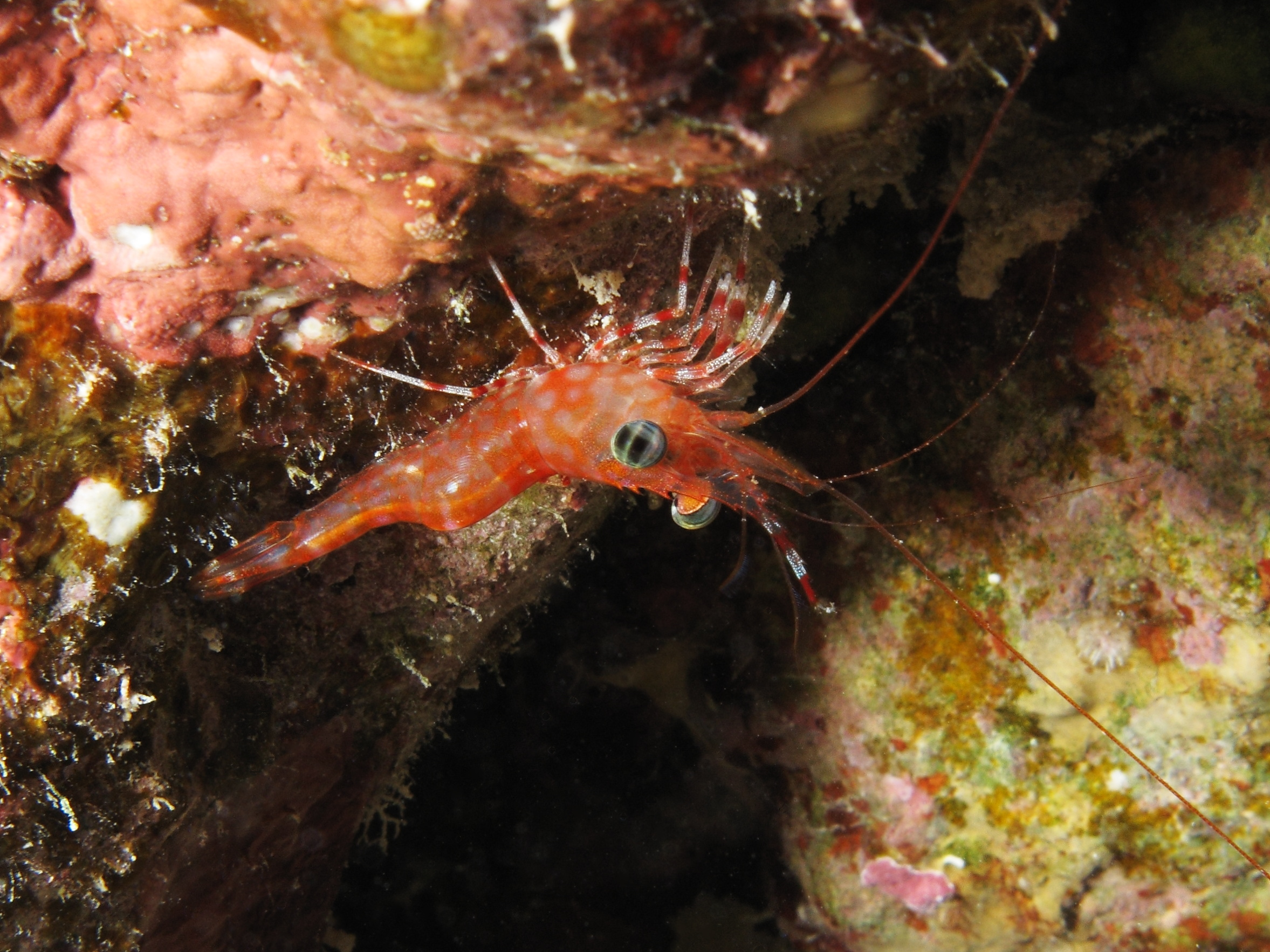
Cinetorhynchus reticulatus
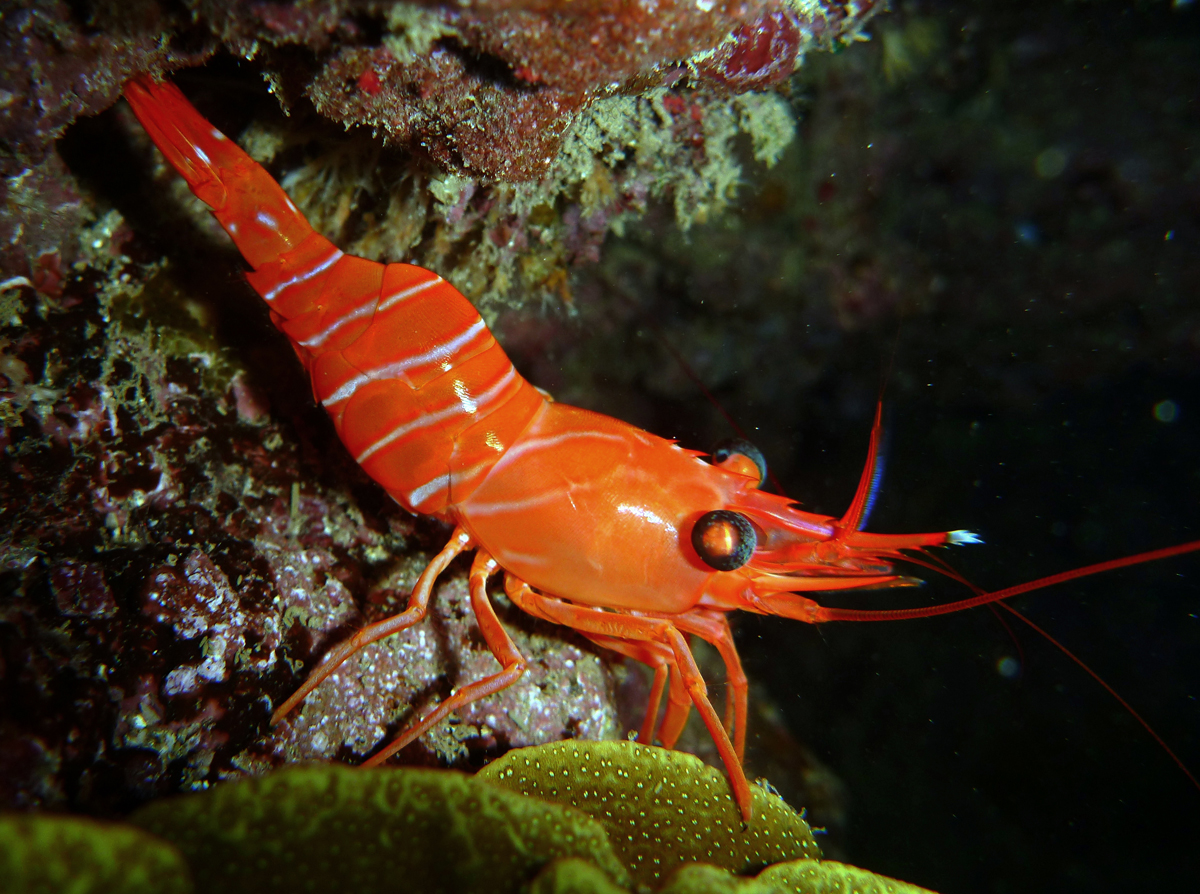
Cinetorhynchus cf. hiatti

## Étymologie
Cinetorhynchus, du grec ancien κίνησις, kinêsis, « mouvement », et ῥύγχος, rhygkhos, « museau », a été donné en référence à la mobilité du rostre de ces espèces. 

## Publication originale
- Holthuis, 1995 : Notes on Indo-West Pacific Crustacea Decapoda III to IX. Zoologische Mededelingen, vol. 69, pp. 139-151 (texte intégral) (en).